# Pireella papillosula
Pireella papillosula là một loài Rêu trong họ Pterobryaceae. Loài này được (Renauld & Cardot) Cardot miêu tả khoa học đầu tiên năm 1913.